# V387 Андромеды
V387 Андромеды (лат. V387 Andromedae), HD 220719 — двойная звезда в созвездии Андромеды на расстоянии приблизительно 1103 световых лет (около 338 парсеков) от Солнца. Видимая звёздная величина звезды — от +6,87m до +6,76m.

## Характеристики
Первый компонент — красный гигант, пульсирующая медленная неправильная переменная звезда (LB) спектрального класса M0, или M4, или M7, или Ma. Масса — около 1,342 солнечной, радиус — около 121,943 солнечных, светимость — около 969,234 солнечных. Эффективная температура — около 3666 K.
Второй компонент — коричневый карлик. Масса — около 16,95 юпитерианских. Удалён на 1,65 а.е..